# Logo da NBC

Logo Peacock usado desde 12 de maio de 1986 nas Estações Afiliadas da NBC e em 1987 para o Resto das Estações

A National Broadcasting Company (NBC) usou vários logotipos corporativos ao longo de sua história. O primeiro logotipo foi usado em 1926, quando a rede de rádio começou a operar. Seu logotipo mais famoso, o pavão, foi usado pela primeira vez em 1956 para destacar a programação de cores da rede. Embora tenha sido usado de uma forma ou de outra por quase quatro anos desde então, o pavão não se tornou parte do logotipo principal da NBC até 1979 e não se tornou o único logotipo da rede até 1987. Os logotipos foram projetados pela própria NBC. O primeiro logotipo incorporou o design da empresa-mãe RCA e era um logotipo exclusivo não relacionado à rede de rádio NBC.
Os logotipos recentes foram temáticos para diferentes feriados durante o ano (como Halloween, Dia dos Namorados e Dia de Ano Novo), em observância às transmissões futuras ou em andamento das Olimpíadas, bem como um logotipo com o tema da bandeira americana após a os eventos do ataque terrorista da Al-Qaeda nos Estados Unidos em 11 de setembro de 2001. O logotipo foi adaptado para televisão em cores e alta definição à medida que a tecnologia avançava. Como a NBC adquiriu outros canais de televisão, a marca do logotipo foi adotada para outras redes, incluindo: CNBC, NBCSN, MSNBC, Golf Channel e NBC Sports Regional Networks. O logotipo também foi incorporado ao emblema corporativo da empresa-mãe da rede, NBCUniversal, até que a Comcast assumiu o controle da empresa em 2011. Desde 10 de dezembro de 2012, o pavão foi integrado ao logotipo corporativo da Comcast. O logotipo do pavão tornou-se o logotipo mais definitivo para a NBC da mesma forma que o logotipo do olho é para a CBS, as três primeiras letras em um círculo para a ABC e os holofotes para a Fox.